# Штрайх, Иоганн
Иоганн Штрайх (нем. Johannes Streich; 16 апреля 1891—20 августа 1977 года) — германский военачальник времен Второй мировой войны, генерал-лейтенант (1943).

## Биография
Начал военную карьеру в прусской армии в чине фанен-юнкера в 1911 году. Участвовал в Первой мировой войне, получил за заслуги Железный крест 2-го и 1-го класса, закончил войну в чине обер-лейтенанта.
По окончании Первой мировой войны служил в рейхсвере, участвовал в создании немецких подвижных войск, 1 декабря 1935 года произведен в подполковники, 12 октября 1937 года назначен командиром 15-го танкового полка, с 1 апреля 1938 года — полковник. Участвовал в оккупации Судетской области (1938), вторжении в Польшу (1939), отличился во Французской кампании (1940).

### 1941 год
31 января 1941 года за заслуги во Французской кампании получил Рыцарский крест Железного креста, 7 февраля 1941 года назначен командиром 5-й легкой дивизии с производством в генерал-майоры. Его дивизия, только начавшая формирование, была направлена в Северную Африку и вошла в состав Африканского корпуса Э. Роммеля. После неудачи под Тобруком в апреле 1941 года 16 мая Э. Роммель отстранил Штрайха от командования дивизии; тот был отозван в распоряжение ОКХ.
В войне против СССР короткое время исполнял обязанности командира 17-й танковой дивизии (после ранения Ю. фон Арнима 28 июня 1941 года и до назначения командиром К. фон Вебера 7 июля) в действиях под Минском, затем командовал боевой группой в районе Орши, составленной из истребителей танков и разведчиков.
15 августа 1941 года назначен командиром 16-й мотодивизии, участвовал в разгроме советских войск под Киевом, затем в наступлении на Москву. В ноябре 1941 года вызвал неудовольствие командующего 2-й танковой группой Г. Гудериана и отстранен от командования.

### Дальнейшая карьера
Несколько месяцев находился не у дел (в резерве фюрера), в марте 1942 года назначен начальником специального штаба (Alarmstab Streich) в распоряжении Главного командования на Западе, использовавшегося в Голландии. В мае 1942 снова выведен в резерв, 1 июня 1942 года назначен инспектором подвижных сил ОКХ, но когда Г. Гудериан был назначен генерал-инспектором танковых войск (28 февраля 1943 года), тот добился увольнения Штрайха.
1 мая 1943 года возглавил военную администрацию в Бреслау, с октября 1943 года — генерал-лейтенант. В апреле 1945 года возглавил военную администрацию в Берлине, после поражения сумел бежать из Берлина и сдаться войскам союзников.
3 года содержался в плену.
Умер в Гамбурге в 1977 году.